# 제랄드 맥컬로치

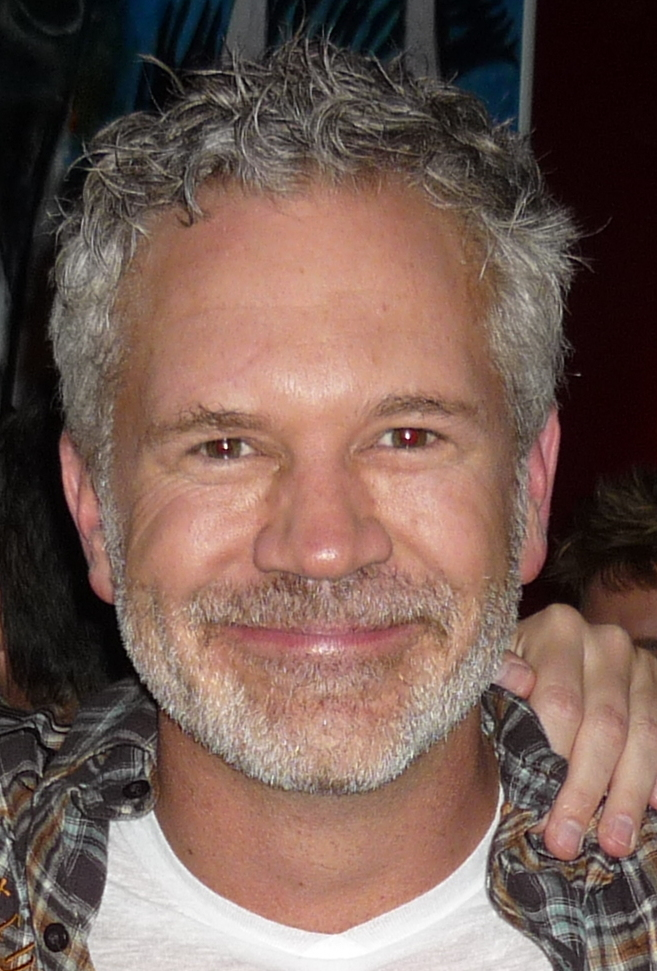

제랄드 맥컬로치(Gerald McCullouch, 1967년 3월 30일 ~ )는 미국의 배우, 영화 감독, 가수, 각본가, 텔레비전 배우이다.
헌츠빌에서 태어났다.

## 영화
- 트로피 보이 (2018년)
- 더 디보스 파티 (2017년)
- 대디 (2015년)
- 디 아티쿠스 인스티튜트 (2015년) - 스티븐 웨스트 역
- 하이 스쿨 포제션 (2014년)
- 베어 시티 2 : 청혼 (2012년)
- 베어 시티 (2010년)
- CSI 라스베가스 시즌8 (2007년) - 바비 다우손 역
- CSI 라스베가스 시즌3 (2002년) - 바비 다우슨 역
- 써스픽션 (2000년)
- CSI 라스베가스 시즌1 (2000년)
- 실리콘 밸리의 신화 (1999년)
- 비버리힐즈의 아이들 (1990년)